# Ophiomyia compositicaulis
Ophiomyia compositicaulis är en tvåvingeart som beskrevs av Spencer 1977. Ophiomyia compositicaulis ingår i släktet Ophiomyia och familjen minerarflugor. Inga underarter finns listade i Catalogue of Life.